# Uzbekistan na Zimowych Igrzyskach Olimpijskich 2010
Uzbekistan na Zimowych Igrzyskach Olimpijskich 2010 reprezentowało troje zawodników.

## Łyżwiarstwo figurowe
| Zawodnik                 | Konkurencja | Program krótki | Program krótki | Program dowolny | Program dowolny | Wynik końcowy | Miejsce końcowe |
| Zawodnik                 | Konkurencja | Wynik          | Rk             | Wynik           | Rk              | Wynik końcowy | Miejsce końcowe |
| ------------------------ | ----------- | -------------- | -------------- | --------------- | --------------- | ------------- | --------------- |
| Anastasiya Gimazetdinova | solistki    | 49,02          | 24             | 82,63           | 23              | 131,65        | 23              |

## Narciarstwo alpejskie
- Oleg Shamaev
  - slalom mężczyzn - 48 miejsce; czas: 57,65 (strata +9,86)
  - slalom gigant mężczyzn - 84 miejsce; czas: 1:32,20 (strata +14,93)

- Kseniya Grigoreva
  - slalom kobiet - nie ukończyła
  - slalom gigant kobiet - 67 miejsce; czas: 1:31,59 (strata +16,47)